# 페르디난트 알렉산더 포르셰
페르디난트 알렉산더 포르셰(독일어: Ferdinand Alexander Porsche, 1935년 12월 13일 ~ 2012년 4월 6일)는 부치(Butzi)라는 별명으로도 알려진 최초의 포르쉐 911로 가장 잘 알려진 제품인 독일의 디자이너였다. 그는 페르디난트 포르셰의 손자인 페리 포르셰의 아들이다.
그의 할아버지와 아버지는 둘 다 기술자였지만, 그는 상품의 외관을 디자인하는 데 더 관여했다. 그는 자신을 예술가나 디자이너라고 생각한 적이 없고, 조형에 있어서 기술적으로 재능 있는 장인이라고 생각했다.